# Fame and Fortune
Pour plus de détails, voir Fiche technique et Distribution.
Fame and Fortune (littéralement, Gloire et Fortune) est un film muet américain réalisé par Lynn Reynolds, sorti en 1918.

## Synopsis
Un homme revenant dans sa ville natale, découvre que son héritage lui a été volé par un escroc notoire...

## Fiche technique
- Titre : Fame and Fortune
- Réalisation : Lynn Reynolds
- Scénario : Charles Alden Seltzer
- Adaptation : Bennett Cohen
- Photographie : Devereaux Jennings
- Producteur : William Fox
- Société de production :  Fox Film Corporation
- Société de distribution :  Fox Film Corporation
- Pays de production :  États-Unis
- Langue : film muet avec les intertitres en anglais
- Métrage : 1 500 m (5 bobines)
- Format : Noir et blanc — 35 mm — 1,33:1 — Muet
- Genre : Western
- Durée : 50 minutes
- Date de sortie : 
  - États-Unis : 20 octobre 1918

## Distribution
- Tom Mix : Clay Burgess
- Kathleen O'Connor : Della Bowen
- George Nichols : 'Big' Dave Dawley
- Charles McHugh : le Juge Quinn
- Annette DeFoe : Mattie Carson
- Val Paul (en) : Flash Denby
- Jack Dill : Ben Davis
- Clarence Burton : le shérif de Palo
- Edwin Wallock : Kuneen